# Завојни мишић главе
Завојни мишић главе (лат. musculus splenius capitis) је парни мишић врата, који припада другом слоју задње стране вратне мускулатуре. Има облик трапезоида са базом окренутом ка кичменом стубу. У великој мери га прекрива трапезасти мишић, тако да је само његов горњи део локализован испод коже. Назив му потиче од грчке речи spléníon, што значи закрпа или фластер.
Припаја се на тзв. вратној вези (лат. ligamentum nuchae) и ртним наставцима од седмог вратног до трећег торакалног кичменог пршљена. Од ових припоја мишић се пружа до мастоидног наставка слепоочне кости и горње линије потиљачне кости.
Инервисан је од стране задњих грана вратних живаца, а основна функција му је опружање (екстензија), бочно савијање и обртање главе.
Снабдевање мишића крвљу настаје из мишићних грана окципиталне артерије, која је гранa спољашње каротидне артерије.